# Comtat de Rivalta
El comtat de Rivalta fou una jurisdicció feudal d'Itàlia, que va pertànyer als Andreasi fins que vers el 1300 el darrer comte la va cedir a Màntua a canvi de terres. El seu centre fou Rivalta, avui Rivalta sul Mincio, prop de Màntua.